# Alfred, Maine
Alfred är en kommun (town) i York County i delstaten Maine, USA med 3 073 invånare (2020). Den har enligt United States Census Bureau en area på 72,3 km². Alfred är administrativ huvudort (county seat) i York County.